# 美國退伍軍人事務部用於墓碑的標誌

美國退伍軍人事務局徽章

美國退伍軍人事務部維護許多專門為退伍軍人設立的墓地。大多數都有各種規則，規定埋葬者生前必須有何經歷才能被埋葬在此。

## 程序
退伍軍人事務部只允許在政府提供的墓碑或臥式墓碑上使用經認可的信仰標誌、美國內戰聯邦軍徽章（包括那些在美西戰爭期間在美國軍隊服役的人）、美國內戰聯盟軍南榮譽十字勳章和榮譽勳章。阿靈頓國家公墓對墓碑有類似的限制，儘管它由美國陸軍部維護。
墓碑上的宗教標誌只許以簡單的銘文呈現，不能雕塑浮雕或呈黑色以外的顏色。而信仰標誌則可選。
通常，退伍軍人事務部會在收到某個信仰團體的請願書幾個月後添加一個新標誌。然而，在2007年，為了解决2006年11月美國政教分離聯合會代表幾個家庭提起的訴訟，才添加了威卡教的標誌。2006年9月，美國公民自由聯盟代表兩個威卡教教會和三個家庭提起了另一宗平行訴訟，該訴訟亦一同以和解解決。
第一個跨宗教墓碑於2007年5月1日安放在阿靈頓國家公墓，並於2007年7月4日落成，其中包括簡·迪安娜·奧羅克（Jan Deanna O'Rourke）的威卡教五角星和她丈夫的長老宗十字架。

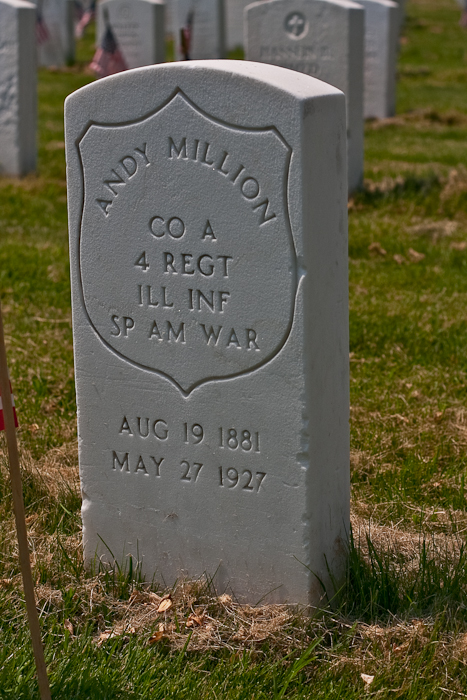
賽普拉斯山國家公墓中美西戰爭退伍軍人的墓碑
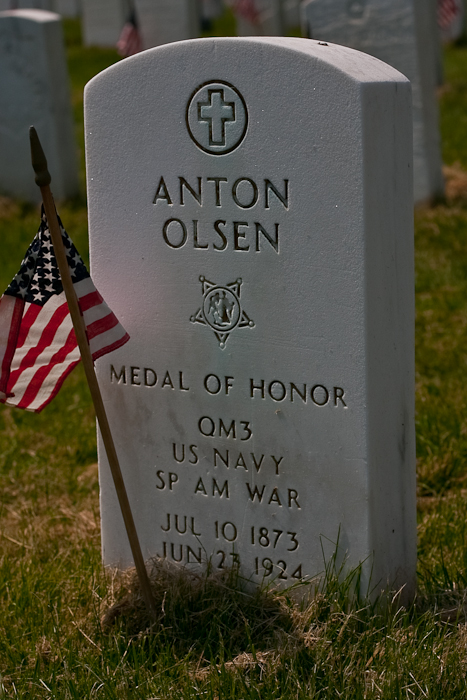
賽普拉斯山國家公墓中榮譽勳章獲得者安東·奧爾森（Anton Olsen）的墓碑
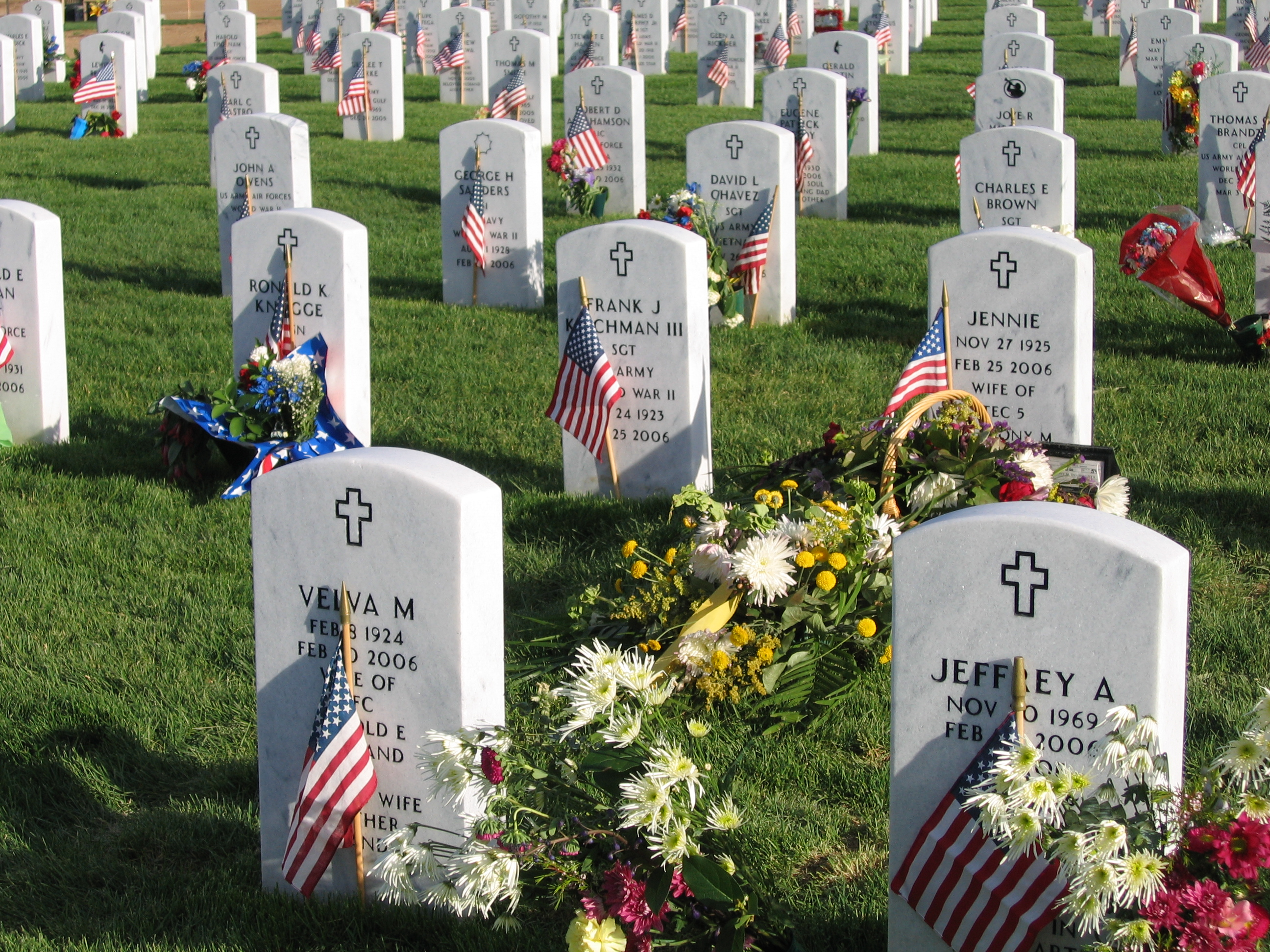
2006年陣亡將士紀念日中洛根堡國家公墓的墓地

## 墓碑和標記符號
截至2022年8月，以下標誌和標誌編號可用於政府墓地的墓碑和臥式墓碑。准符合資格的埋葬者之家人可申請在墓碑上使用其他宗教或信仰系統的標誌，官方可按程序考慮批准。
每個標誌都有美國退伍軍人事務部（USVA）官方編號和名稱，並添加了相關機構的額外鏈接。在標誌的含義不是很明顯的地方提供了解釋性腳註。

拉丁十字 （西方基督教） USVA編號01
法輪 （佛教） USVA編號02
大衛之星 （猶太教） USVA編號03
長老宗十字 （長老宗） USVA編號04
正教會十字 （東正教、東方基督教） USVA編號05
信義宗十字 （信義宗） USVA編號06
聖公會十字 （美國聖公會） USVA編號07
火炎杯 （普救一位神教） USVA編號08
十字架與火焰 （聯合循道會） USVA編號09
亞倫之家會徽 （亞倫之家） USVA編號10
摩羅乃天使 （耶穌基督後期聖徒教會） USVA編號11
梯皮 （美國原住民教會） USVA編號12
塞爾維亞十字 （塞爾維亞正教會） USVA編號13
希臘十字 （希臘教會） USVA編號14
巴哈伊符號 （巴哈伊信仰） USVA編號15
原子旋渦 （無神論、美國無神論者協會） USVA編號16
星月 （伊斯蘭教） USVA編號17
唵 （印度教） USVA編號18
金光教標誌 （金光教） USVA編號19
獅子、羊與人 （基督社區） USVA編號20
有翼之心 （西方蘇菲派） USVA編號21
天理教標誌 （天理教） USVA編號22
生長之家標誌 （生長之家） USVA編號23
世界救世教標誌 （世界救世教） USVA編號24
宗教科學運動標誌 （宗教科學運動） USVA編號25
三角十字 （北美基督教歸正會） USVA編號26
天主的羔羊 （摩拉維亞弟兄會） USVA編號27
EK標誌 （埃坎卡教） USVA編號28
帶有聖安德魯十字的聖杯 （基督會） USVA編號29
宣道會會徽 （基督教宣道會） USVA編號30
聯合基督教會會徽 （聯合基督教會） USVA編號31
快樂人類 （世俗人文主義） USVA編號32
美國長老教會會徽 （美國長老教會） USVA編號33
出雲大社標誌 （夏威夷出雲大社） USVA編號34
八葉蓮華 （國際創價學會） USVA編號35
坎達 （錫克教） USVA編號36
圓圈內的五角星 （威卡教） USVA編號37
密蘇里路德會會徽 （密蘇里路德會） USVA編號38
新使徒教會會徽 （新使徒教會） USVA編號39
基督復臨安息日會會徽 （基督復臨安息日會） USVA編號40
凱爾特十字 USVA編號41
亞美尼亞十字 （亞美尼亞使徒教會） USVA編號42
法拉瓦哈 （祆教） USVA編號43
大衛之星內的十字 （彌賽亞猶太教） USVA編號44
祭司祝福 （猶太教） USVA編號45
天主教凱爾特十字架 （天主教） USVA編號46
十字架與皇冠 （基督科學教會） USVA編號47
藥輪 USVA編號48
無窮標誌 （無窮） USVA編號49
路德玫瑰 （信義宗） USVA編號51
著陸的鷹 USVA編號52
四方 USVA編號53
拿撒勒人會徽 （拿撒勒人會） USVA編號54
妙爾尼爾 （日耳曼多神教運動） USVA編號55
[10]
統一教會徽 （統一教） USVA編號56
沙丘鶴[a] USVA編號57
[14]
十字與聖靈的波浪 （上帝的教會） USVA編號58
石榴 USVA編號59
猶太教燈臺 （彌賽亞猶太教） USVA編號60
鳥居 （神道） USVA編號61
耶穌聖心 USVA編號62
阿丁克拉符號 （非洲傳統宗教）[b] USVA編號63
馬耳他十字 USVA編號64
阿文 （德魯伊教） USVA編號65
威斯康辛福音路德總會會徽 （威斯康辛福音路德總會） USVA編號66
波蘭國家天主教會徽 （波蘭國家天主教會） USVA編號67
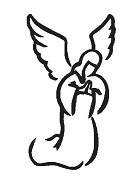
守護天使 USVA編號68
心形 USVA編號69
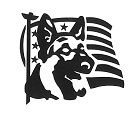
牧羊犬和美國國旗 USVA編號70
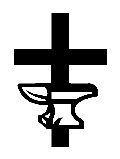
非裔衛理聖公會會徽 （非裔衛理聖公會） USVA編號71
美國福音路德教會會徽 （美國福音路德教會） USVA編號72
普世十字 （美國普世教會） USVA編號73
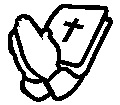
信仰與禱告 USVA編號74
耶穌魚 USVA編號75
圓頭鶴 （日蓮正宗） USVA編號76
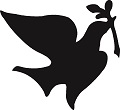
和平鴿 USVA編號77
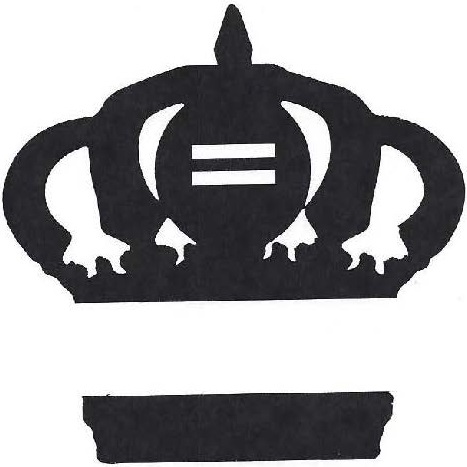
王冠與等號 （金氏哲學） USVA編號78
德魯茲五色星 （德魯茲教） USVA編號98

### 備註
1. ↑  沙丘鶴被琳達·坎貝爾（Linda Campbell）使用，她是第一位獲得同性配偶安葬權的同性戀士兵；據說它像徵著「靈魂在世界、領域、時代、傳統和元素之間移動的能力」[11][12][13]。
2. ↑  阿丁克拉符號；這是阿寒語名稱，意為「上帝為王」。

## 另見
- 教會三角旗
- 宗教象徵主義
- 美國軍隊中的宗教象徵主義
- 美國國家公墓系統
- 軍事墓碑縮寫列表